# Patrick McDonough
Ralph Patrick McDonough (Long Beach, 22 de julio de 1961) es un deportista estadounidense que compitió en ciclismo en la modalidad de pista, especialista en la prueba de persecución por equipos.
Participó en los Juegos Olímpicos de Los Ángeles 1984, obteniendo la medalla de plata en persecución por equipos (junto con David Grylls, Steve Hegg y Leonard Nitz).

## Medallero internacional
| Juegos Olímpicos | Juegos Olímpicos             | Juegos Olímpicos | Juegos Olímpicos        |
| Año              | Lugar                        | Medalla          | Competición             |
| ---------------- | ---------------------------- | ---------------- | ----------------------- |
| 1984             | Los Ángeles (Estados Unidos) | Medalla de plata | Persecución por equipos |